# Jehue Gordon
Pour les articles homonymes, voir Gordon.
Jehue Gordon (né le 15 décembre 1991 à Port-d'Espagne) est un athlète trinidadien spécialiste du 400 mètres haies, champion du monde en 2013 à Moscou.

## Biographie
Il se révèle durant la saison 2009 en se classant troisième des 
championnats d'Amérique centrale et des Caraïbes de La Havane, derrière le Portoricain Javier Culson et le Dominiquain Félix Sánchez. Aux championnats panaméricains juniors, chez lui à La Havane, il remporte deux médailles d'argent, sur 400 m haies et au titre du relais 4 × 400 m. À dix-sept ans seulement, Jehue Gordon est sélectionné pour les championnats du monde senior se déroulant au mois d'août 2009 à Berlin. Il termine quatrième de la finale du 400 m haies avec le temps de 48 s 26, échouant à trois centièmes de secondes seulement de l'Américain Bershawn Jackson, médaillé de bronze. Avec ce chronomètre, Jehue Gordon établit un nouveau record de Trinité-et-Tobago et réalise la deuxième meilleure performance mondiale junior de tous les temps derrière les 48 s 02 établis par l'Américain Danny Harris en 1984. 
Début juillet 2010, Jehue Gordon s'adjuge le titre du 400 m haies et du relais 4 × 400 m lors des championnats d'Amérique centrale et des Caraïbes juniors, à Saint-Domingue en République dominicaine. Il participe ensuite aux championnats du monde juniors de Moncton, au Canada. Il y remporte la médaille d'or du 400 m haies en 49 s 30, devançant de justesse le Japonais Abe (49 s 46). 
Il se classe troisième des championnats d'Amérique centrale et des Caraïbes 2011, à Mayagüez à Porto Rico, derrière le Jamaïcain Leford Green et le Dominicain Félix Sánchez. Aux championnats du monde de Daegu, il termine troisième de sa demi-finale en 49 s 08 mais ne se qualifie pas pour la finale.
En août 2012, lors des demi-finales des Jeux olympiques de Londres, Jehue Gordon bat son record national en 47 s 96, en terminant deuxième de la course derrière Félix Sánchez. Deux jours plus tard, il se classe sixième de la finale en 48 s 86.
Vainqueur du meeting Herculis de Monaco en juillet 2013 (48 s 00), il confirme son état de forme lors des championnats du monde à Moscou en remportant à vingt-et-un ans son premier titre mondial sénior. Il améliore à cette occasion son propre record national et réalise la meilleure performance mondiale de l'année en 47 s 69, devançant de justesse l'Américain Michael Tinsley (47 s 70) et le Serbe Emir Bekrić (48 s 05). Il devient à cette occasion le deuxième athlète de Trinité-et-Tobago vainqueur d'un titre mondial en athlétisme après Ato Boldon en 1997.

## Palmarès
| Date | Compétition                                              | Lieu             | Résultat | Épreuve     | Temps         |
| ---- | -------------------------------------------------------- | ---------------- | -------- | ----------- | ------------- |
| 2009 | Championnats d'Amérique centrale et des Caraïbes         | La Havane        | 3e       | 400 m haies | 49 s 45       |
| 2009 | Championnats panaméricains juniors                       | Port d'Espagne   | 2e       | 400 m haies | 50 s 08       |
| 2009 | Championnats panaméricains juniors                       | Port d'Espagne   | 2e       | 4 × 400 m   | 3 min 07 s 70 |
| 2009 | Championnats du monde                                    | Berlin           | 4e       | 400 m haies | 48 s 26       |
| 2010 | Championnats d'Amérique centrale et des Caraïbes juniors | Saint-Domingue   | 1er      | 400 m haies | 50 s 26       |
| 2010 | Championnats d'Amérique centrale et des Caraïbes juniors | Saint-Domingue   | 1er      | 4 × 400 m   | 3 min 08 s 19 |
| 2010 | Championnats du monde juniors                            | Moncton          | 1er      | 400 m haies | 49 s 30       |
| 2011 | Championnats d'Amérique centrale et des Caraïbes         | Mayagüez         | 3e       | 400 m haies | 50 s 10       |
| 2012 | Jeux olympiques                                          | Londres          | 6e       | 400 m haies | 48 s 86       |
| 2013 | Championnats du monde                                    | Moscou           | 1er      | 400 m haies | 47 s 69       |
| 2013 | Championnats du monde                                    | Moscou           | 6e       | 4 × 400 m   | 3 min 01 s 74 |
| 2013 | Ligue de diamant                                         | Ligue de diamant | 2e       | 400 m haies | détails       |
| 2014 | Jeux du Commonwealth                                     | Glasgow          | 2e       | 400 m haies | 48 s 75       |
| 2018 | Jeux d'Amérique centrale et des Caraïbes                 | Barranquilla     | 8e       | 400 m haies | 50 s 02       |
| 2018 | Championnats NACAC                                       | Toronto          | 7e       | 400 m haies | 50 s 12       |

## Records
| Épreuve          | Temps      | Lieu   | Date         |
| ---------------- | ---------- | ------ | ------------ |
| 400 mètres haies | 47 s 69 NR | Moscou | 15 août 2013 |